# Halottidézés
A halottidézés olyan eljárás, amikor egy halott személy szellemét megidézik. Idegen szóval nekromancia (latin necromantia), szó szerinti fordítása: jóslás a halottak által.
Arra a hitre épül, hogy a lélek a halál idején nem pusztul el és megidézhető; a halottak, akik többé nem kötődnek a halandóság fizikai szintjének határaihoz, képesek a jövőbe látni, és kényszeríthetők ismereteik átadására.

## Történet

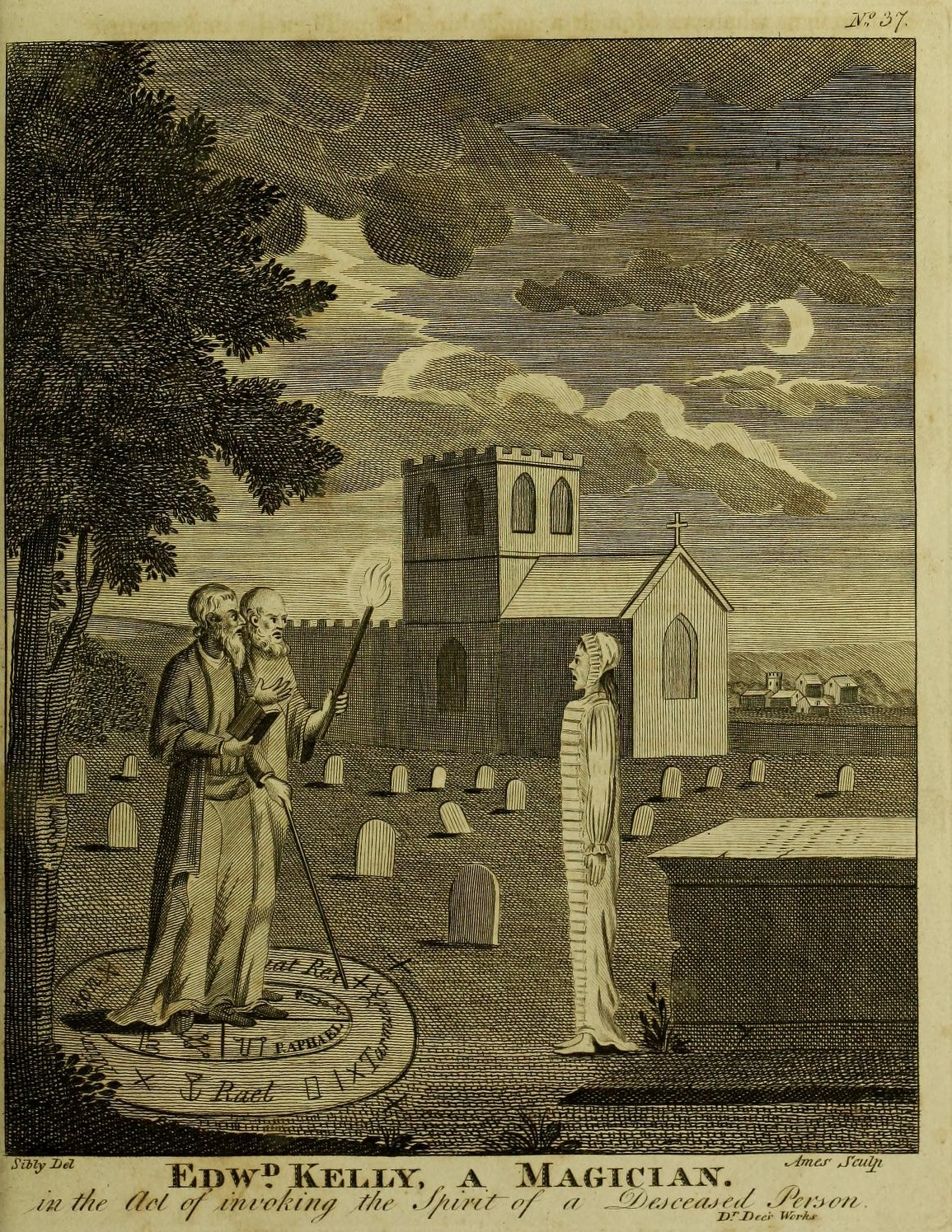
Metszet John Dee és Edward Kelley okkultistáknak "egy elhunyt személy szellemének megidézéséről";
(1806; Ebenezer Sibly)

A halottidézés története az ősidők homályában vész el. Az ókori egyiptomi, mezopotámiai, perzsa kultúrákban is ismerték.
Varro római író a perzsáktól származtatta. A klasszikus ókor hagyományai tanúsítják, hogy a halottidézést nemcsak egyesek űzték, hanem intézményesített jelenség volt. Gyakran olvassuk Homérosznál, hogy a halottidézés bizonyos helyekhez volt kötve. Halottidéző jósdák voltak Epiruszban, Trákiában, Herakleában, Phigaliában, Arkádiában,  Cassius Dio szerint Alsó-Itáliában, a Peloponnészoszon. A halottidézők később külön osztályt alkottak.
A nekromancia az ókori Kánaán népeinél is általánosan elterjedett szokás volt. A zsidó vallás halálbüntetés terhe mellett tiltotta. A Héber Biblia alapján Saul király halottidéző asszonyhoz fordult, hogy Sámuel szellemét megidézze.
Ma is gyakorolják, a hagyományos afrikai és az afroamerikai vallásokban jellemző; továbbá a spiritizmus egyik fő megnyilvánulása.

## Formái
Agrippa von Nettesheim okkultista két fő formáját adta meg:
- Scyomantia – amikor a halottnak csak az árnyképe jelenik meg,
- Nekyomantia – amikor a halott teste fizikailag megelevenedik.

## Megítélése
A kereszténység számtalan felekezete elítéli a halottidézést. Nézetük szerint a halottidézés félrevezetés, amely az embereket a démonokkal hozza kapcsolatba. A katolikus enciklopédia így ír:
Az elhaltak lelke Isten különleges engedélyével megjelenhet az élő előtt, sőt akár dolgokat is megjeleníthet, amelyek az utóbbiak előtt ismeretlenek. A teológusok azonban úgy gondolják hogy a nekromancia művészetként vagy tudományként a halottak megidézésének céljából gonosz szellemek együttműködése útján jön létre.

## Fordítás
- Ez a szócikk részben vagy egészben  a   Totenbeschwörung című német Wikipédia-szócikk fordításán alapul.  Az eredeti cikk szerkesztőit annak laptörténete sorolja fel. Ez a jelzés csupán a megfogalmazás eredetét és a szerzői jogokat jelzi, nem szolgál a cikkben szereplő információk forrásmegjelöléseként.